# Podgatunek
Podgatunek (łac. subspecies lub ssp.) – jeden z taksonów w systematyce organizmów, niższy od gatunku, a wyższy od odmiany.

## Kryteria
Podobnie jak w przypadku gatunku, podgatunek definiowany jest w kilku pojęciach, m.in. biologicznym, chronologicznym lub ewolucyjnym. W tradycyjnym ujęciu Linneusza za podgatunki uznawano również odmiany, obecnie podgatunek i odmiana są osobnymi pojęciami. Podgatunek tworzą osobniki należące do populacji ograniczonych do określonego terenu (ale niekoniecznie), morfologicznie lub fizjologicznie różne od osobników tego samego gatunku zamieszkujących inne terytoria. Różnice te muszą być dostatecznie wyraźne, ale nie na tyle duże, żeby wprowadzać nowy gatunek. Jednym z powodów różnicowania się podgatunków jest zmienność geograficzna gatunku, która pozwala przystosować się do różnic klimatycznych i środowiskowych na rozległym obszarze występowania.
Biologiczne pojęcie podgatunku opiera się na kryteriach morfologicznych, biogeograficznych i genetycznych, natomiast w paleontologii podgatunek jest często pojmowany w kategoriach chronologicznych.

## Arbitralność klasyfikacji
Problemem rozróżniania tej kategorii jest brak jednolitego kryterium, które decydowałoby o tym jakie różnice można uznać za cechy podgatunkowe, gdyż kierunki w jakich rozwijają się poszczególne cechy morfologiczne są często odmienne. I tak wartość jednej cechy może wzrastać w miarę posuwania się z południa na północ, wykształcenie innej może zależeć od wysokości położenia n.p.m., jeszcze inne cechy mogą zależeć od charakteru gleby czy wilgotności. Wobec braku ścisłych kryteriów, u niektórych gatunków można określić znaczną liczbę podgatunków. Przykładem może tu być zwykła mysz domowa (Mus musculus) u której swego czasu wyróżniano 133 gatunki i podgatunki, a dla niepylaka apollo (Parnassius apollo) opisano 250 podgatunków. Pojęcie podgatunku trudno jest stosować do gatunków zasiedlających kontynenty o podobnych warunkach ekologicznych, gdzie następuje ciągła zmiana cech w miarę oddalania się, co charakteryzuje gatunki zasiedlające równiny Syberii czy Ameryki Północnej.

## Celowość podziałów
Podzielenie gatunku na podgatunki jest pożyteczne dla gatunków zasiedlających archipelagi wysp (np. żółwie słoniowe z Galapagos) lub łańcuchy górskie, gdzie różnice między poszczególnymi podgatunkami są skokowe. Dawniej wyróżniano podgatunki zbyt lekkomyślnie, bez dostatecznego przebadania wystarczających materiałów.
Obecnie przeważa pogląd, że podgatunek jest użytecznym pojęciem w zoogeografii, ale ma niewielką wartość dla ewolucjonistów.

## Nazewnictwo
W nomenklaturze łacińskiej podgatunek określany jest nazwą trójczłonową (trinominalną), przy czym trzecie słowo nawiązuje często do obszaru geograficznego, gdzie występuje. Nazwę podgatunku piszemy pismem pochyłym, podobnie jak epitet gatunkowy. Przykład pełnej naukowej nazwy podgatunku:
Rubus nessensis Hall, Trans. Roy. Soc. Edinb. 3: 20. 1794 subsp. scissoides H. E. Weber Gatt. Rubus nordwestl. Eur.: 108. 1973.
lub w postaci skróconej:
Rubus nessensis Hall subsp. scissoides H. E. Weber
Powtarzając nazwę w tekście piszemy:
R. nessensis scissoides lub R. n. scissoides
W szczególnych przypadkach na równi z podgatunkiem, w sensie nomenklaturowym, traktowana jest specyficzna forma danego gatunku, np. forma udomowiona.